# Heide Proksch
Heide Proksch (geborene Kahlig, * 20. November 1942 in Mährisch Ostrau) ist eine österreichische Tapisserie-Künstlerin.
Sie kam 1945 mit ihrer Mutter und der zwei Jahre älteren Schwester nach Wien und verbrachte dort ihre Kindheit und Schulzeit. 1960 beendete sie die Handelsakademie mit der Matura und arbeitete anschließend als Übersetzerin (englisch, französisch) und Chefsekretärin. 
1965 heiratete sie den Maler Peter Proksch, gab 1968 ihren kaufmännischen Beruf auf und studierte künstlerische Textiltechniken an der Akademie für Angewandte Kunst Wien. Ihre Bildteppiche webt sie fast ausschließlich nach Entwürfen ihres 2012 verstorbenen Mannes Peter Proksch und zeigt sie in gemeinsamen Ausstellungen.